# Le Garçon idéal
 (décembre 2014).
Si vous disposez d'ouvrages ou d'articles de référence ou si vous connaissez des sites web de qualité traitant du thème abordé ici, merci de compléter l'article en donnant les références utiles à sa vérifiabilité et en les liant à la section « Notes et références ».
Pour plus de détails, voir Fiche technique et Distribution.
Le Garçon idéal (How to Build a Better Boy) est un téléfilm américain de la collection des Disney Channel Original Movie réalisé par Paul Hoen, diffusé sur Disney Channel en été 2014. Le téléfilm met en scène China Anne McClain ainsi que Kelli Berglund.

## Synopsis
L'histoire se déroule à Nashville.
Gabby Harrison (China Anne McClain) et Mae Hartley (Kelli Berglund) sont les meilleures amies du monde. Mae est follement amoureuse de Jaden, le garçon le plus populaire de l'école, mais, il a déjà une petite amie, Nevae. Devant la tristesse de son amie, Gabby décide de créer un garçon virtuel pour qu'il soit le petit ami de Mae, le tout grâce au laboratoire du père de cette dernière mais sans autorisation. Ce que les filles ne savent pas, c'est que le père de Mae travaille sur un clone intelligent pour le gouvernement.
Tout commence lorsque le clone, Albert, vient à l'école. Alors convoité par toutes les filles, Mae et lui deviennent le couple le plus populaire du lycée mais délaissent Gabby. Quand le gouvernement décide de récupérer le garçon, les ennuis paraissent insurmontables...

## Fiche technique
- Titre : Le Garçon idéal
- Titre original : How to Build a Better Boy
- Réalisation : Paul Hoen
- Producteur : Adam Kossack, Robin Schorr, Dan Seligman
- Cinématographie : David A. Makin
- Musique : Kenneth Burgomaster
- Entreprise de production : Schorr Pictures
- Société de production : Disney Channel Original Movie
- Société de distribution : Disney Channel
- Budget : 7 000 000 $
- Durée : 109 minutes
- Pays d'origine : États-Unis
- Langue d'origine : anglais
- Date de sortie : 
 États-Unis : 15 août 2014 sur Disney Channel 
 France : 18 novembre 2014 sur Disney Channel France

## Distribution
- China Anne McClain (V.F. : Elsa Poisot) : Gabby Harrison
- Kelli Berglund (V.F. : Maia Baran) : Mae Hartley
- Marshall Williams (V.F. : Thibaut Delmotte) : Albert Banks
- Noah Centineo (V.F. : Arnaud Laurent) : Jaden Stark
- Ashley Argota (V.F. : Claire Tefnin) : Nevae Barnes
- Matt Shively (V.F. : Alexis Flamant) : Bart Hartley
- Roger Bart (V.F. : Frédéric Meaux) : James Hartley
- Sasha Clements (V.Q. : Laetitia Isambert-Denis) : Marnie
- Jesse Camacho (V.Q. : Olivier Visentin) : Tony
- Beatriz Yuste : Mme Shapiro
- Ron Lea (V.F. : Patrick Donnay) : Général McFee

## Chansons du film
- Sabrina Carpenter - Stand Out
- Marshall Williams & Kelli Berglund - Love You Like a Love Song (reprise de la chanson de Selena Gomez)
- Mo'Cheddah & Cristina Renae - Higher
- Kelli Berglund & China Anne McClain - Something Real

## Production
Ce Disney Channel Original Movie a été tourné à Toronto au Canada. Il a été réalisé par Paul Hoen, le producteur exécutif est Robyn Schorr. Le coproducteur exécutif est Dan Seligmann et Jason Mayland a écrit le scénario.